# Tupadly (ort i Tjeckien, lat 49,87, long 15,40)
Tupadly är en ort i Tjeckien.   Den ligger i regionen Mellersta Böhmen, i den centrala delen av landet, 70 km öster om huvudstaden Prag. Tupadly ligger 292 meter över havet och antalet invånare är 539.
Terrängen runt Tupadly är lite kuperad, och sluttar norrut.Runt Tupadly är det ganska tätbefolkat, med 62 invånare per kvadratkilometer. Närmaste större samhälle är Čáslav, 4,8 km norr om Tupadly. Trakten runt Tupadly består till största delen av jordbruksmark.